# Persone di cognome Pereira
| Questa pagina contiene informazioni ricavate automaticamente dalle voci biografiche con l'ausilio del template Bio e di un bot. L'aggiornamento è periodico e automatico e ricostruisce completamente la pagina. Se manca una persona in questa lista, sei pregato di non aggiungerla, ma accertati piuttosto che la sua voce biografica contenga il template Bio e che i dati anagrafici siano correttamente compilati. Se il template Bio manca, inseriscilo tu stesso o, in alternativa, metti l'avviso {{tmp\|Bio}} che ne segnala la mancanza. Se i dati riportati sono sbagliati, correggi direttamente la voce biografica; le modifiche saranno visibili in questa lista entro pochi giorni. Per chiarimenti vedi il progetto antroponimi. La lista contiene solo le 61 persone che sono citate nell'enciclopedia e per le quali è stato implementato correttamente il template Bio. Pagina aggiornata al 23 lug 2025. |

Questa è una lista di persone presenti nell'enciclopedia che hanno il cognome Pereira, suddivise per attività principale.

## Allenatori di calcio(5)
- Orlando Pereira, allenatore di calcio e calciatore brasiliano (Santos, n. 1949 - São Vicente, † 1999)
- Derrick Pereira, allenatore di calcio e ex calciatore indiano (Goa, n. 1962)
- Eduardo Pereira, allenatore di calcio e ex calciatore est-timorese (Dili, n. 1972)
- João Carlos Pereira, allenatore di calcio e ex calciatore portoghese (Luanda, n. 1965)
- Thomas Austin Pereira, allenatore di calcio e ex calciatore norvegese (Sarpsborg, n. 1973)

## Allenatori di calcio a 5(1)
- Adelmo Pereira, allenatore di calcio a 5 e giocatore di calcio a 5 brasiliano (San Paolo, n. 1976)

## Artisti marziali misti(1)
- Alex Pereira, artista marziale misto, ex kickboxer e ex pugile brasiliano (São Bernardo do Campo, n. 1987)

## Calciatori(30)
- Costa Pereira, calciatore portoghese (Nacala, n. 1929 - Lisbona, † 1990)
- Didi, calciatore e allenatore di calcio brasiliano (Campos dos Goytacazes, n. 1928 - Rio de Janeiro, † 2001)
- Fábio Júnior, ex calciatore brasiliano (Manhuaçu, n. 1977)
- Johnathan Carlos Pereira, calciatore brasiliano (Goiânia, n. 1995)
- Josimar, ex calciatore brasiliano (Rio de Janeiro, n. 1961)
- Kayque Luiz Pereira, calciatore brasiliano (Rio de Janeiro, n. 2000)
- Luís Pereira, ex calciatore brasiliano (Porto Alegre, n. 1949)
- Albano Pereira, calciatore portoghese (Seixal, n. 1922 - † 1990)
- André Micael, ex calciatore portoghese (Guimarães, n. 1989)
- Brayann Pereira, calciatore francese (San Quintino, n. 2003)
- Carlos Pereira, calciatore portoghese (n. 1910 - † 1982)
- Carlos Emiliano Pereira, ex calciatore brasiliano (Piripiri, n. 1986)
- Everton Pereira, calciatore brasiliano (Goiânia, n. 1995)
- Fábio de Matos Pereira, ex calciatore brasiliano (Rio de Janeiro, n. 1982)
- Geraldo Pereira, ex calciatore brasiliano (Vespasiano, n. 1958)
- Jacinto Pereira, ex calciatore angolano (Luanda, n. 1974)
- Jacques Pereira, calciatore portoghese (Casablanca, n. 1955 - Vila Real de Santo António, † 2020)
- José Pereira, ex calciatore portoghese (Torres Vedras, n. 1931)
- Jamba, ex calciatore angolano (Benguela, n. 1977)
- Keegan Pereira, calciatore indiano (Mumbai, n. 1987)
- Leandro Marcos Pereira, calciatore brasiliano (Araçatuba, n. 1991)
- Léo Pereira, calciatore brasiliano (Curitiba, n. 1996)
- Luiz Carlos Pereira, ex calciatore brasiliano (San Paolo, n. 1960)
- Marlon Pereira, calciatore olandese (Rotterdam, n. 1987)
- Matheus Pereira, calciatore brasiliano (Belo Horizonte, n. 1996)
- Michaël Pereira, ex calciatore francese (Parigi, n. 1987)
- Miguel Francisco Pereira, ex calciatore angolano (n. 1975)
- Ricardo Domingos Barbosa Pereira, calciatore portoghese (Lisbona, n. 1993)
- Wallace Fernando Pereira, ex calciatore brasiliano (Cerquilho, n. 1986)
- Álvaro Pereira, calciatore portoghese (n. 1904)

## Calciatrici(1)
- Inês Pereira, calciatrice portoghese (Lisbona, n. 1999)

## Cantanti(2)
- Nazaré Pereira, cantante, compositrice e danzatrice brasiliana (Xapuri, n. 1940)
- Poppy, cantante, attrice e ballerina statunitense (Boston, n. 1995)

## Chitarristi(1)
- Marco Pereira, chitarrista, compositore e arrangiatore brasiliano (San Paolo, n. 1956)

## Danzatori(1)
- Besouro Mangangá, danzatore brasiliano († 1924)

## Esploratori(1)
- José Antônio Pereira, esploratore brasiliano (Barbacena, n. 1825 - Campo Grande, † 1900)

## Filosofi(2)
- Benedetto Pereira, filosofo, teologo e linguista spagnolo (Ruzafa - Roma, † 1610)
- Gómez Pereira, filosofo e medico spagnolo (Medina del Campo, n. 1500 - † 1567)

## Fotografi(1)
- Fernando Pereira, fotografo portoghese (n. 1950 - † 1985)

## Gesuiti(1)
- Bento Pereira, gesuita, teologo e lessicografo portoghese (Borba, n. 1605 - Lisbona, † 1681)

## Giocatori di football americano(2)
- Andrey Pereira, giocatore di football americano brasiliano (n. 1993)
- Bastien Pereira, giocatore di football americano francese

## Hockeisti su pista(1)
- Cristiano Pereira, ex hockeista su pista e allenatore di hockey su pista portoghese (Porto, n. 1951)

## Militari(1)
- Fernando Pereira, militare saotomense

## Musicisti(1)
- Heitor Pereira, musicista e compositore brasiliano (Rio Grande, n. 1960)

## Nuotatori(1)
- Thiago Pereira, ex nuotatore brasiliano (Volta Redonda, n. 1986)

## Piloti automobilistici(1)
- Dylan Pereira, pilota automobilistico lussemburghese (Lussemburgo, n. 1997)

## Politici(2)
- Aristides Pereira, politico capoverdiano (Boa Vista, n. 1923 - Coimbra, † 2011)
- Raimundo Pereira, politico guineense (n. 1956)

## Presbiteri(1)
- Tomas Pereira, presbitero, missionario e musicista portoghese (Vila Nova de Famalicão, n. 1645 - Pechino, † 1708)

## Scenografi(1)
- Hal Pereira, scenografo statunitense (Chicago, n. 1905 - Los Angeles, † 1983)

## Tennisti(1)
- Nicolás Pereira, ex tennista e telecronista sportivo venezuelano (Salto, n. 1970)

## Velociste(1)
- Shanti Pereira, velocista singaporiana (Singapore, n. 1996)

## Vescovi cattolici(1)
- José de Aquino Pereira, vescovo cattolico portoghese (Vila Real, n. 1920 - São José do Rio Preto, † 2011)